# 八福堂
八福堂（希伯來語：‎，英语：Church of the Beatitudes）是以色列的一座罗马天主教教堂，位于加利利湖湖畔的小山上，靠近塔布加和迦百农，由方济各会管理。
八福堂兴建在传统认为耶稣传讲山上宝训的地点，最迟在4世纪已吸引朝圣者来此朝圣。
目前的教堂建于1936-1938年，靠近4世纪拜占庭教堂遗址。平面为八边形，八个面分别代表天国八福。八福堂主要使用戈兰高地和加利利湖地区常见的黑色火山石建造。该堂系墨索里尼委托建筑师Antonio Barluzzi设计。教宗保禄六世和若望保禄二世都曾来此访问并主持弥撒。

## 同名教堂
- 美国亚利桑那州凤凰城的一座联合基督教会教堂
- 美国宾夕法尼亚州Trainer的一座天主教教堂
- 美国佛罗里达州圣彼德斯堡的一座浸信会教堂

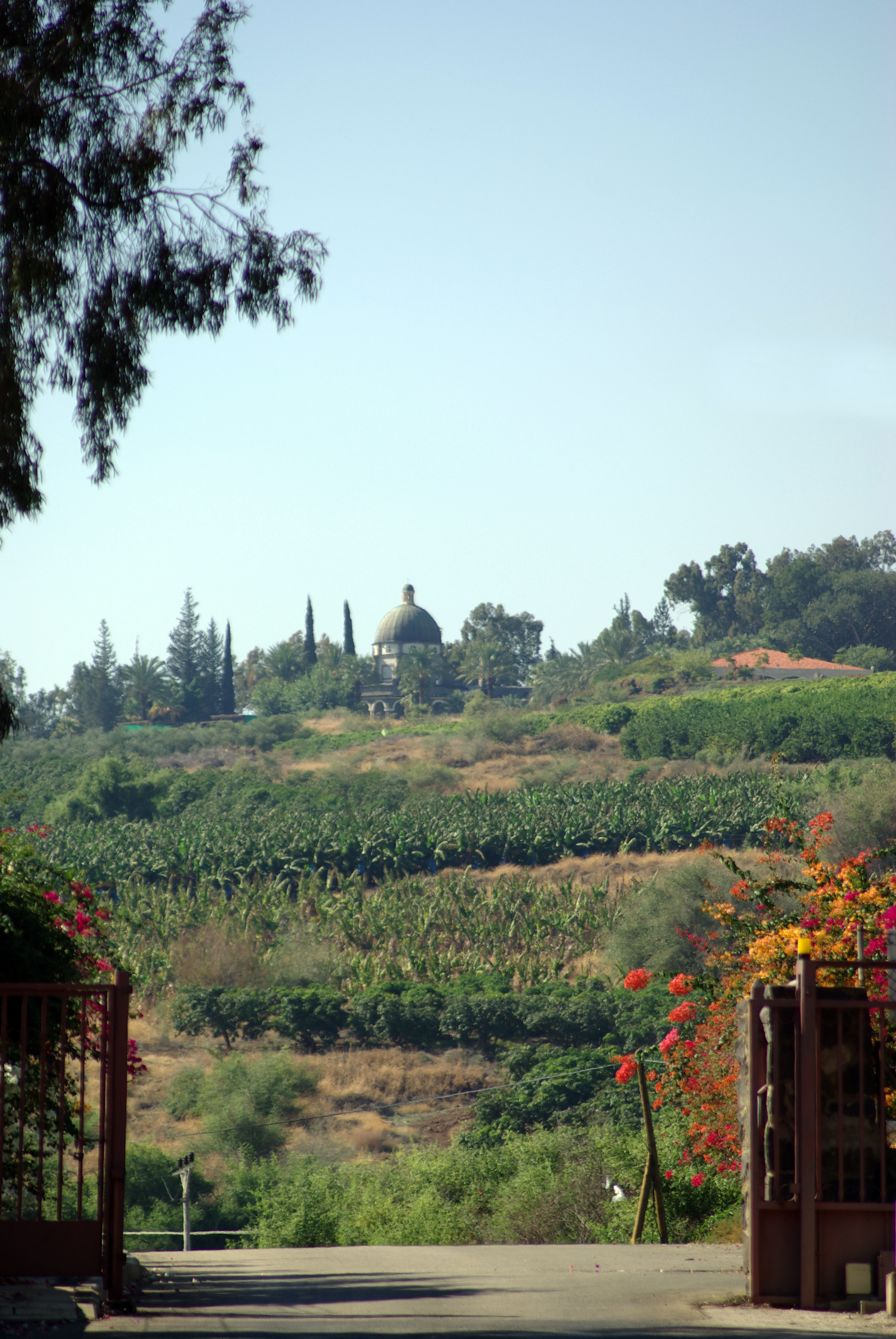
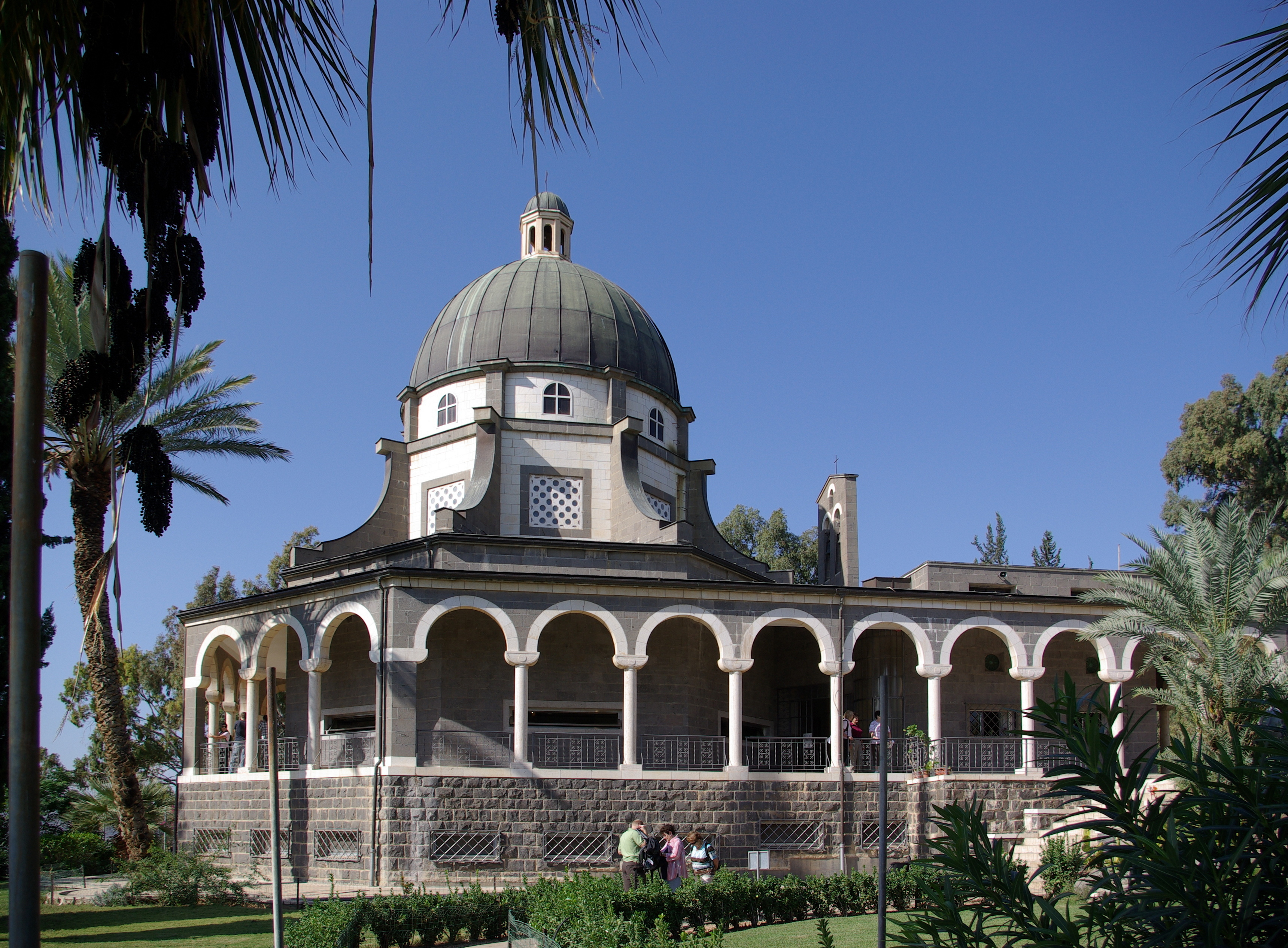
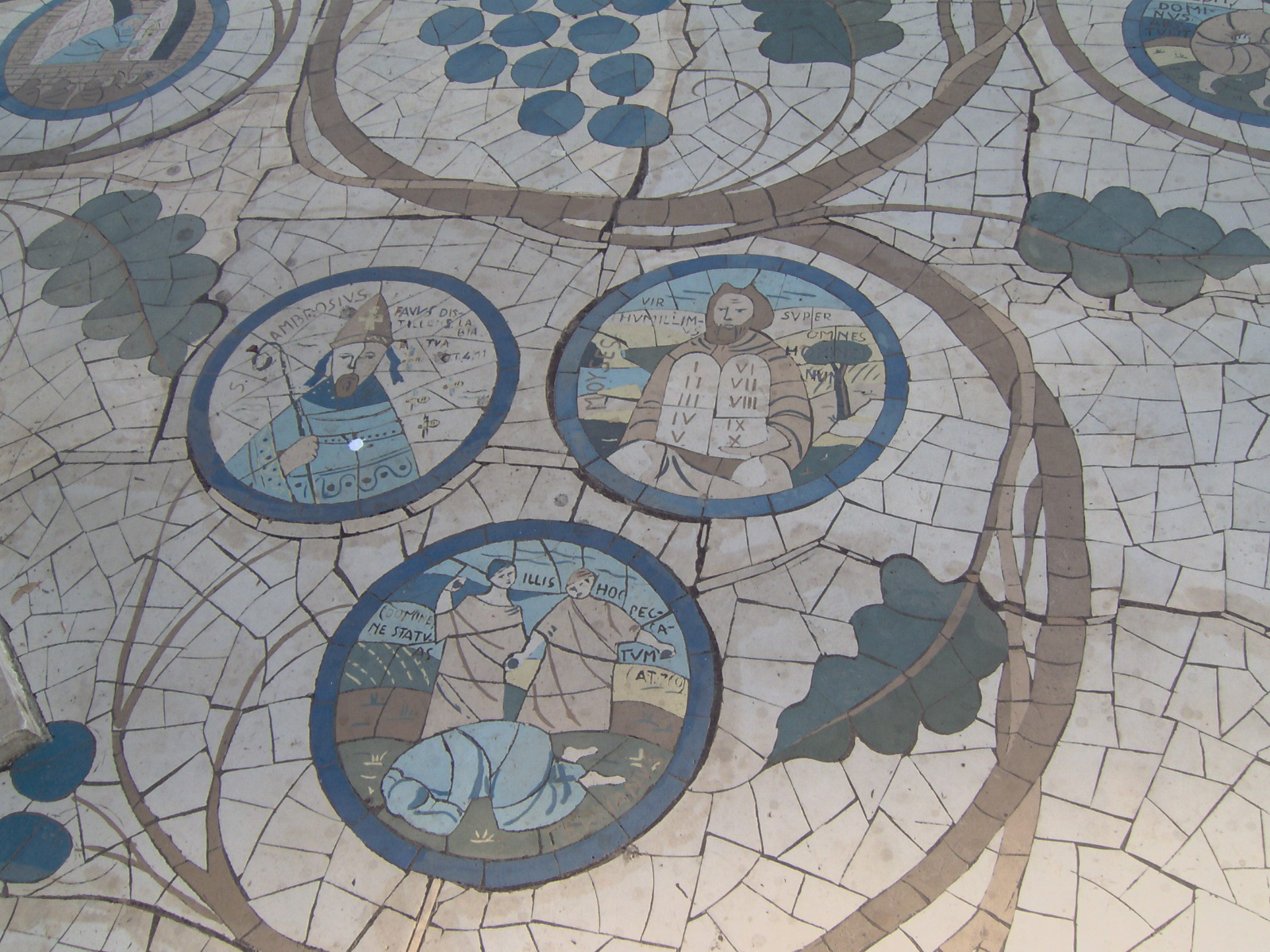